# ICQ
ICQ – komunikator internetowy, będący własnością rosyjskiej firmy VK (wcześniej Mail.ru). Stworzony przez izraelską firmę Mirabilis. Było to narzędzie pozwalające na bezpośredni kontakt z innymi użytkownikami tej usługi. Nazwa ICQ stanowi grę słów – pochodzi od wyrażenia ang. I seek you. Pierwsza wersja powstała w listopadzie 1996 roku.

## Historia
Mirabilis została założona w lipcu 1996 roku przez czwórkę studentów: Yairiego Goldfingera, Arika Vardiego, Sefiego Vigisera i Amnona Amira. Chcieli stworzyć nową formę komunikacji internetowej – pomiędzy listą dyskusyjną i IRC-em. Ich obserwacje doprowadziły do prostych wniosków – liczba użytkowników Internetu rośnie w coraz szybszym tempie. W listopadzie 1996 roku, zaledwie cztery miesiące po rozpoczęciu swej działalności, Mirabilis wypuściła pierwszą wersję komunikatora ICQ. ICQ zostało błyskawicznie umieszczone na popularnych serwisach z plikami – m.in. na tucows.com.
W maju 1997 został zarejestrowany 850 000. użytkownik, a w lipcu zanotowano ponad 100 000 użytkowników online (jednocześnie dostępnych). Ponadto, w tym samym roku uruchomione zostały czaty; doszła także możliwość wskazania swoich zainteresowań w katalogu publicznym, w celu łatwiejszego poznania innych ludzi. Wkrótce zostały także rozpoczęte prace nad klientami na inne systemy operacyjne – m.in. na Linuksa i Solarisa.
W 1998 roku spółka została przejęta przez firmę AOL. Następnie, w 2010 roku ICQ przejęła rosyjska firma Mail.ru (obecnie VK). W marcu 2016 roku udostępniono kod źródłowy aplikacji na Githubie.
W maju 2024 zapowiedziano, że usługa zostanie wyłączona 26 czerwca 2024, co nastąpiło zgodnie z zapowiedziami w tym dniu.

## Plan działania
Usługa składała się z serwera pod adresem icq.mirabilis.com oraz klienta na komputerze lokalnym użytkownika. Oba elementy systemu komunikowały się za pomocą protokołu UDP. Aby skontaktować się z kimś, wystarczyło wysłać wiadomość. Możliwe było poprosić odbiorcę o autoryzację, by dodać ją do listy kontaktowej. Każda osoba przy rejestracji otrzymywała swój niepowtarzalny numer identyfikacyjny (UIN – Universal Internet Number bądź Unified Identification Number). Liczba aktywnych kont ICQ przekroczyła 50 mln, aczkolwiek jej szybki wzrost został zahamowany przez pojawienie się konkurencyjnych produktów, przede wszystkim AIM (AOL) i MSN Messengera (Microsoft).

## Możliwości
Główną możliwością było kontaktowanie się w sposób pisemny z drugą osobą mającą konto na ICQ, niemniej były jeszcze opcje:
- transferu plików na zasadzie P2P
- wysyłania SMS-ów
- czaty
- wysyłania e-kartek (Greetings Cards)
- grania w proste gry flash
- wideokonferencje

## Aplikacje klienckie
Istniały trzy główne aplikacje klienckie ICQ:
- ICQ Pro 2003b
- ICQ 6.5 with Xtraz
- ICQ2Go! (obsługiwane poprzez przeglądarkę)

Pierwsza wersja charakteryzowała się dużą liczbą opcji zabezpieczających i konfiguracyjnych (w tym możliwość indywidualnego zmieniania dźwięków i skórek). Wraz z początkiem roku 2004 zaczęto odchodzić do podstawowego klienta na rzecz „odchudzonego” Lite, zmieniając całkowicie wygląd i dodającej centrum multimedialne Xtraz. ICQ było także dostępne bezpośrednio z przeglądarki za pomocą apletu Javy. Funkcja ta nosi nazwę ICQ2Go! Obsługę ICQ zapewniała też w pewnym okresie przeglądarka internetowa Opera, istnieje też wtyczka do programu Sidebar.